# سیارک ۶۴۶۷
سیارک ۶۴۶۷ (به انگلیسی: 6467 Prilepina، نامگذاری:1979TS2) شش هزار و چهارصد و شصت و هفتمین سیارک کشف شده‌است که در ۱۴ اکتبر ۱۹۷۹ کشف شد.
قدر مطلق سیارک برابر ۱۲٫۹۰ است.